# Maranta humilis
Espèce
Classification phylogénétique
Synonymes
- Saranthe urceolata Petersen[1]

Maranta humilis est une espèce de plante herbacée néotropicale appartenant à la famille des Marantaceae. 

## Histoire naturelle
En 1775, le botaniste Aublet propose la diagnose suivante : 

« MARANTA (humilis)  culmo ramoſo, foliis breviore ; radicibus tuberoſis. »

« Les fleurs de cette eſpèce ſont blanches. Ses racines ſont auſſi garnies de tubercules plus ou moins gros, également bons a manger cuits ſous la cendre ; les Créoles nomment ces tubercules topinambours.
Cette plante croît dans l'île de Caïenne, parmi les cacaoyers, ſur différentes habitations de la côte. »